# Харпелловые
Харпелловые (лат. Harpellales) — порядок грибков отдела Зигомикота, относящийся к Kickxellomycotina. Талломы неразветвлённые или разветвлённые. Зигоспоры биконические. Поражают кишечную оболочку водных личинок насекомых или реже многоножек. В отделе выделяются два семейства Harpellaceae и Legeriomycetaceae.